# Caso Stanley v. Georgia
Stanley v. Georgia (1969), foi uma decisão da Suprema Corte dos Estados Unidos que ajudou a estabelecer um "direito à privacidade" implícito na lei dos Estados Unidos na forma de mera posse de materiais obscenos.